# 李嘉欣
李嘉欣（葡萄牙語：
，1970年6月20日—），香港女演员，中葡混血兒。1988年度香港小姐競選冠軍、1988年度首屆國際華裔小姐競選冠軍，有「最美港姐」之称。

## 背景
李嘉欣是一名澳門土生葡人，父親Francis Reis為香港出生的葡萄牙人，二戰期間曾被日軍關進深水埗集中營，因體型魁梧，被送往日本的礦場工作直至日本戰敗。母親吳國芳在上海成長，戰後移居香港並與Francis Reis結婚，生下李嘉欣。1980年代其父親因為外遇離家出走，李嘉欣一家一度居於天台鐵皮屋，又住過重慶大廈。14歲開始半工讀，透過當兼職模特兒的收入來完成學業，而Francis Reis亦於1987年正式離婚，父女間甚少來往。
李嘉欣有一胞姊李嘉明，生於1962年8月，由其提名李嘉欣參選香港小姐。2005年李嘉明經李嘉欣介紹，認識上市公司新興光學主席、「眼鏡大王」顧毅勇，但男方當時有家室。2010年李嘉明和顧毅勇奉子結婚。
李嘉欣曾參加會考，得到2A7B共26分（6科最佳成績）的成績，並於英語及聖經科得到A。參加會考後不久，於1988年參選香港小姐成為冠軍；同年亦成為首屆國際華裔小姐冠軍。其時李嘉欣只有18歲，參選時已是冠軍熱門。李嘉欣也曾經表示如果當年她在香港小姐競選中落選，就會選擇到美國升讀社區學院，其後再入讀大學並主修傳理學系，畢業後希望能夠成為一位新聞記者。
1988年當選香港小姐後一段時間，父親曾試圖與她聯絡，此時李嘉欣已是一位成功藝人。但因父女間的過節，她始終耿耿於懷，並沒有主動跟他接觸的意欲。期間父親的健康亦每況愈下，至1995年去世後，李嘉欣才得以拜祭亡父，以示父女關係血濃於水。

## 演藝生涯
李嘉欣在當選後不久便跟無綫電視簽下藝員合約，為期5年，並為無綫電視演出劇集。其第一部演出作品乃與郭晉安合演的《花月佳期》；而最為人熟悉的則是1993年與黎明主演，改編自倪匡作品的電視劇《原振俠》，而《原振俠》亦是她於合約期內最後拍攝的劇集。由於在初出道時已與大都會電影公司（即邵氏）簽下經理人合約，而其時主管方逸華亦希望她多往電影圈發展，所以她只曾主演上述兩部電視劇。自1990年演出首部電影《救命宣言》後，李嘉欣已主力參與電影演出，包括《倩女幽魂2之人間道》、《鹿鼎記II神龍教》、《妖獸都市》、以及和王家衛導演合作的《墮落天使》在內，她都是飾演女主角。除此以外，李嘉欣也經常參演其他歌手的音樂錄影帶。
李嘉欣婚後淡出影視圈，2009年的 《十月圍城》後未再拍戲，但仍擔任廣告代言人、出席活動等。2019年，息影10年後參加綜藝節目《演技派》，扮演楊貴妃。2021年12月25日，李嘉欣參與ViuTV《全民造星IV》，成為星級評判團成員之一。

## 個人生活

### 感情
1988年，李嘉欣交往初戀男友，“香港小姐”评委之一的倪震。李嘉欣报名「香港小姐」当天，倪震已经迫不及待地亲自打电话告诉她：“出于人最直接的本能，我想告诉你，你很靓，我很看好你。”李嘉欣2006年在《志雲飯局》稱，她從學生變成公众人物對倪震造成压力，因而分手。她轉投劉鑾雄怀抱，二人相戀十多年。李嘉欣坦承是第三者，「傷害了劉先生當時的妻子」寶詠琴，但“我只会负上一半的责任”。她稱爱上刘銮雄因为“他那种霸气吸引我，很疼我，属于很细心的那类人。”1998年分开，因为无法接受他有別的女人。寶詠琴曾在訪問中指李嘉欣就是導致她離婚的人，還稱李嘉欣常電話騷擾、謾罵：「她爱半夜三更打电话来，说些很难听的话，甚至动粗口，又说他在她身边，他不再爱我了。”倪震姑姑亦舒的小说《印度墨》讲述大学生陈裕进与家境贫寒的中葡混血儿刘印子相爱，印子經歷演藝圈潛規則，后来转投富商洪钜坤怀抱，一般被認為以倪震、李嘉欣、劉鑾雄為原型。
2004年，傳與內地富豪老闆覃輝交往，還传出在覃輝的北京知名夜店「天上人間」举行訂婚派對，不过李嘉欣回應稱沒有對方電話號碼，連朋友都稱不上。
2005年5月，李嘉欣被拍到与前丰裕兴国际主席、有妇之夫庞维仁手挽手雨中漫步的照片，其后庞维仁主动向记者澄清与李嘉欣是10年邻居关系，约会只是邀请对方出任其妻黄美仪的皮草公司代言人。但8月李嘉欣与庞维仁再次被拍到酒店密会逾14个小时。10月26日，庞维仁同時宣布已与李嘉欣协议分手，並决定与妻子黄美仪离婚。李嘉欣事後在《志雲飯局》表示當時受龐維仁欺騙，誤以為他離了婚。
2006年5月，李嘉欣和万宝龙的高层詹兆安传出绯闻，被拍到一块出现在金钟太古广场親密逛街。

### 婚姻
2006年6月，李嘉欣与富商许晋亨公开承认恋情。2008年10月28日，两人在香港金钟婚姻注册处登记结婚，11月23日在许晋亨父亲的别墅中举行婚宴。
2010年8月，李嘉欣宣佈懷孕，並於2011年2月在香港養和醫院生下一子許建彤（Jayden Max Hui），李嘉欣夫婦並以兒子名義成立幫助中國學童的「JM Children's Charitable Foundation」基金。

## 爭議

### The ONE登报贺生事件
李嘉欣于2006年与富商许晋亨公开恋情，同年生日获一名神秘人登报祝贺，更以“The One”作为下款。刘銮雄后来公开承认自己是神秘人，而许晋亨为了争夺主权，拍下“ME2”车牌示爱，隔年迎娶李嘉欣入門。刘銮雄2023年召開記者會撇清登報事件：“我这个人很愿意帮人，当时有人想骗个傻瓜，拿广告版来叫我找秘书去登广告，我都照样帮忙。」他否認最愛是李嘉欣，否認旗下商场“The One”取名和李嘉欣有关，還暗指她「結婚两三年了，还每年找我要几个鳄鱼皮跟钻石手袋。」「送一个手袋就跟出来玩一次，结果什么都没有！如果我肯玩，可能有人排队到黑龙江啊。」
李嘉欣事後只在社交媒體发了一句：“最近家里的狗狗做了绝育，变得安静很多，建议有人也做一下。”被認为是回应刘銮雄。

### 住院被罵到刪留言
2022年1月11日凌晨，李嘉欣因先天性心臟結構問題導致心跳加速和呼吸困難，被送進醫院深切治療部搶救。1月15日，李嘉欣在微博發文，「這48小時在加護病房，撿回一命」，配上全身插滿針管的住院照。大批網民留言：“宝咏琴來找你了”“天道好輪迴，蒼天饒過誰”，令她最後刪除不友善留言。

## 演出作品

### 電視劇
| 年份   | 劇名                               | 角色               | 集數        |
| ------ | ---------------------------------- | ------------------ | ----------- |
| 1989年 | 花月佳期                           | 徐薏               | 5集         |
| 1989年 | 都市方程式                         | 李美欣             | 客串第139集 |
| 1992年 | 摩登小男人                         |                    |             |
| 1993年 | 原振俠                             | 黃絹               | 20集        |
| 1999年 | IT檔案 - 夢想的天空 （港台單元劇） |                    |             |
| 2003年 | 畫魂                               | 潘玉良 别名 张三宝 | 40集        |

### 電影
| 年份   | 片名                 | 角色        | 合作演員                                                                   | 備註                   |
| ------ | -------------------- | ----------- | -------------------------------------------------------------------------- | ---------------------- |
| 1990年 | 靚足100分            | 樂少少      | 林俊賢、成奎安、鄧碧雲、利智、王晶                                         | 台：帥哥丈夫           |
| 1990年 | 救命宣言             | 雪莉        | 鄭浩南、任達華、盧冠廷、董驃                                               |                        |
| 1990年 | 起尾注               | 婷婷        | 梁婉靜、陳百祥、單立文                                                     |                        |
| 1990年 | 至尊計狀元才         | 蔣芸芸      | 劉德華、譚詠麟、陳百祥、黃秋生                                             |                        |
| 1990年 | 倩女幽魂2之人間道    | 傅月池      | 張國榮、王祖賢、張學友、李子雄                                             |                        |
| 1991年 | 豪门夜宴             |             | 曾志伟、洪金宝、张学友、林子祥、吴耀汉、郑裕玲、关之琳、梁家辉             |                        |
| 1992年 | 俠女傳奇             |             | 劉錫明、楊麗菁、李子雄                                                     |                        |
| 1992年 | 妖獸都市             | 幻姬        | 黎明、張學友、張耀揚、李若彤                                               |                        |
| 1992年 | 西藏小子             |             | 元彪、元华                                                                 |                        |
| 1992年 | 鹿鼎記II神龍教       | 李珂        | 周星馳、湯鎮業、馬海倫、陳百祥                                             |                        |
| 1992年 | 笑傲江湖二之東方不敗 | 岳靈珊      | 李連杰、林青霞、關之琳、袁潔瑩                                             |                        |
| 1992年 | 賭城大亨II之至尊無敵 | 狄雲        | 劉德華、萬梓良、邱淑貞                                                     |                        |
| 1993年 | 飛狐外傳             | 程靈素      | 黎明、張敏、徐錦江                                                         |                        |
| 1993年 | 方世玉               | 雷婷婷      | 李连杰、萧芳芳、郑少秋                                                     |                        |
| 1993年 | 方世玉續集           | 雷婷婷      | 李连杰、萧芳芳、郭藹明、郑少秋                                             |                        |
| 1993年 | 疊影驚情             | 范蓮&林文婷 | 劉錫明、李子雄、陳捷文                                                     |                        |
| 1994年 | 醉拳III              | 沈玉        | 季天笙、鄭少秋                                                             |                        |
| 1994年 | 海角危情             | 葉文秀      | 馬景濤、龐曉虹、尹揚明                                                     |                        |
| 1995年 | 墮落天使             |             | 黎明、金城武、楊采妮、莫文蔚                                               |                        |
| 1996年 | 七月十三之龍婆       | 羅娜        | 吳大維、黃子華、羅蘭                                                       |                        |
| 1997年 | 97古惑仔之戰無不勝   | 欣欣        | 鄭伊健、莫文蔚、陳小春                                                     |                        |
| 1997年 | 天地雄心             |             | 劉德華、黃秋生                                                             |                        |
| 1998年 | 海上花               | 黄翠凤      | 梁朝伟、刘嘉玲                                                             |                        |
| 1999年 | 黑馬王子             | 薄冰        | 劉德華、張家輝、關秀媚                                                     |                        |
| 1999年 | 大约在午夜           | リンダ      | 真田广之、岸部一德、柄本明                                                 |                        |
| 1999年 | 有时跳舞             | Sharon      | 舒淇、張智霖、大澤隆夫                                                     |                        |
| 2000年 | 俠骨仁心             | Jackie      | 梁朝偉                                                                     |                        |
| 2000年 | 月亮的秘密           | 西西        | 范文芳、方中信                                                             |                        |
| 2000年 | 漂流街               | 琪          | TEAH、及川光博、吉川晃司                                                   |                        |
| 2001年 | 愛情白麵包           | 陶          | 吳鎮宇、蘇永康                                                             |                        |
| 2001年 | 完美情人             | Sharon      | 張家輝                                                                     |                        |
| 2002年 | 豬扒大聯盟           | 阿Mo        | 黃浩然、莫文蔚、林熙蕾、關秀媚                                             |                        |
| 2002年 | 豐胸秘Cup            | Yuki        | 吳鎮宇、吳彥祖、譚小環、Amanda S.                                          | 台：豐胸奇緣之微波盪漾 |
| 2003年 | Miss杜十娘           | 杜十娘      | 吳彥祖、沈殿霞                                                             |                        |
| 2009年 | 十月圍城             | 劉郁白愛人  | 黎明、甄子丹、梁家辉、王学圻、胡军、曾志伟、任达华、范冰冰、谢霆锋、李宇春 | 至今為最後演出         |

### 廣播劇
- 1995年：香港電台《玫瑰盛放》 （页面存档备份，存于） 聲演 黃玫瑰
- 2000年：新城知訊台《黑客0001》

### 節目主持
- 1989年：TVB 89香港時裝大展
- 1990年：TVB 香港豪情

## 荣誉
- 1988年香港小姐競選冠军、國際親善小姐
- 1988年首屆 国际华裔小姐競選冠军、最上鏡小姐
- 1997年第三屆十大電視廣告頒獎典禮最受歡迎電視廣告女明星大獎 （東方紅）[24]
- 1998年第四屆十大電視廣告頒獎典禮最受歡迎電視廣告女明星大獎 （東方紅）[25]
- 1999年第五屆十大電視廣告頒獎典禮最受歡迎電視廣告女明星大獎 （數碼通）[26]
- 2005年首届Style Icon"香港时尚之星",Style Icon香港时尚之星纪念奖座给其中十位名人明星，以表扬他们对宣传本地时装的贡献，亦希望鼓励更多人支持香港设计。
- 2006年「年度封面女星」大奖（Cover Girl of the Year）

## 外部連結
- 李嘉欣的Facebook專頁
- 李嘉欣的Instagram帳戶
- 李嘉欣的新浪微博
- 李嘉欣在互联网电影资料库（IMDb）上的資料（英文）
- 李嘉欣在香港影庫上的簡介
- 李嘉欣在时光网上的簡介（简体中文）
- 李嘉欣在豆瓣上的资料（简体中文）

| 前任： 楊寶玲 | 香港小姐競選冠軍 1988年 | 繼任： 陳法蓉 |

| 前任： 楊寶玲 | 香港小姐競選友誼小姐 1988年 | 繼任： 陳法蓉 |